# Grays River
Grays River az Amerikai Egyesült Államok északnyugati részén, Washington állam Wahkiakum megyéjében elhelyezkedő statisztikai település. A 2010. évi népszámlálási adatok alapján 263 lakosa van.
A település fedett hídja szerepel a történelmi helyek listáján.

## Éghajlat
A település éghajlata mediterrán (a Köppen-skála szerint Csb).
| Hónap                         | Jan.  | Feb.  | Már. | Ápr. | Máj. | Jún. | Júl. | Aug. | Szep. | Okt. | Nov.  | Dec.  | Év    |
| ----------------------------- | ----- | ----- | ---- | ---- | ---- | ---- | ---- | ---- | ----- | ---- | ----- | ----- | ----- |
| Rekord max. hőmérséklet (°C)  | 21,1  | 22,8  | 27,2 | 32,2 | 36,1 | 40,0 | 40,6 | 40,6 | 38,3  | 30,6 | 22,2  | 18,9  | 40,6  |
| Átlagos max. hőmérséklet (°C) | 10,0  | 11,7  | 13,3 | 15,6 | 18,3 | 20,6 | 23,9 | 24,4 | 22,8  | 17,2 | 12,2  | 8,9   | 16,6  |
| Átlagos min. hőmérséklet (°C) | 1,1   | 0,6   | 2,2  | 3,3  | 5,6  | 8,3  | 10,0 | 9,4  | 7,2   | 4,4  | 2,2   | 0,6   | 4,6   |
| Rekord min. hőmérséklet (°C)  | −15,6 | −16,1 | −7,2 | −5,6 | −2,2 | −3,9 | 1,1  | 1,1  | −1,7  | −6,1 | −12,8 | −16,7 | −16,7 |
| Átl. csapadékmennyiség (mm)   | 408   | 292   | 287  | 209  | 123  | 97   | 39   | 54   | 97    | 258  | 427   | 402   | 2693  |
| Forrás: The Weather Channel   |       |       |      |      |      |      |      |      |       |      |       |       |       |

## Népesség
A 2010-es népszámláláskor  263 lakója, 110 háztartása és 83 családja volt. A népsűrűség 5,1 fő/km2. A lakóegységek száma 128, sűrűségük 2,5 db/km2. A lakosok 94,3%-a fehér, 0,4%-a afroamerikai, 0,4%-a indián, 1,1%-a ázsiai,  1,5%-a egyéb, 2,3%-a pedig kettő vagy több etnikumú. A spanyol vagy latino származásúak aránya 2,7% (   )
A háztartások 19,1%-ában élt 18 évnél fiatalabb. 68,2% házas, 6,4% egyedülálló nő,  24,5% pedig nem család. 20,9% egyedül élt; 13,6%-uk 65 éves vagy idősebb. Egy háztartásban átlagosan 2,39 személy élt; a családok átlagmérete 2,71 fő.
A medián életkor 55,5 év volt. Lakóinak 18,3%-a 18 évesnél fiatalabb, 5,7% 18 és 24 év közötti, 13,3%-uk 25 és 44 év közötti, 38%-uk 45 és 64 év közötti, 24,7%-uk pedig 65 éves vagy idősebb. A lakosok 50,9%-a férfi, 49,1%-a pedig nő.

## Fordítás
- Ez a szócikk részben vagy egészben  a   Grays River, Washington című angol Wikipédia-szócikk ezen változatának fordításán alapul.  Az eredeti cikk szerkesztőit annak laptörténete sorolja fel. Ez a jelzés csupán a megfogalmazás eredetét és a szerzői jogokat jelzi, nem szolgál a cikkben szereplő információk forrásmegjelöléseként.